# Diskontoecke

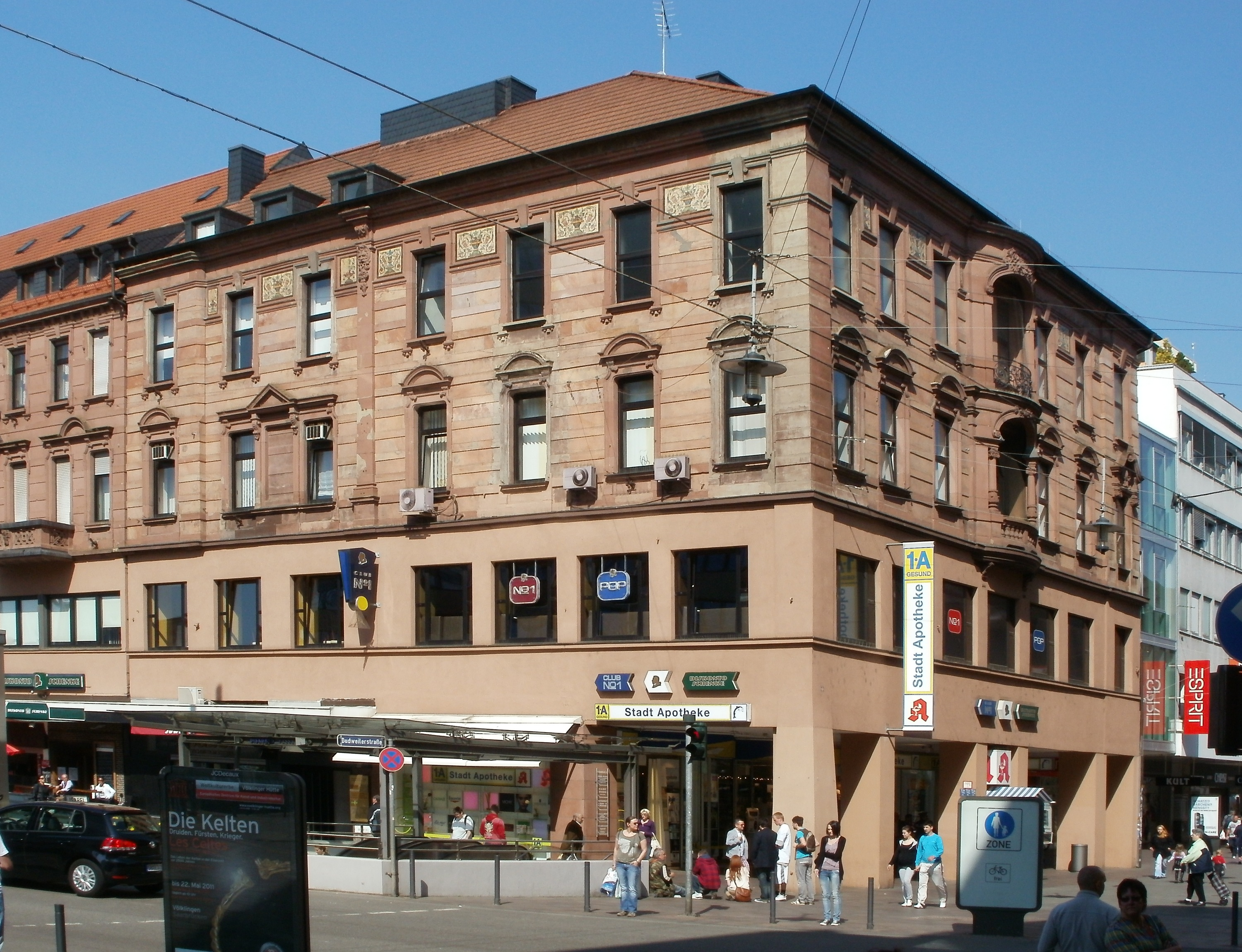
Diskontoecke

Die Diskontoecke (bis zum Zweiten Weltkrieg Hansa-Ecke) ist ein Wohn- und Geschäftshaus in Saarbrücken, das 1897 auf dem Eckgrundstück Bahnhofstraße 37 / Dudweilerstraße gebaut wurde und heute unter Denkmalschutz steht.
Das viergeschossige Haus wurde nach Plänen des Saarbrücker Architekten Karl Brugger erbaut. Von den repräsentativen Sandstein-Fassaden mit Bänderrustizierung sind nur die beiden oberen Geschosse im ursprünglichen Zustand erhalten. Die Verdachungen der Fenster im zweiten Obergeschoss sind als Segmentbögen und Dreiecksgiebel gestaltet, die Fenster im dritten Obergeschoss haben eine geraden Sturz mit Schlussstein. Breite Faschen mit auffälligen Konsolen flankieren die Fenster. Die Fassade zur Bahnhofstraße trägt einen halbrunden Erker mit Balkonen und reicher Verzierung. Zwischen den Fenstern im Obergeschoss sitzen Mosaike mit Vasen und floralem Motiv.
Im Erdgeschoss befand sich eine Bankfiliale der Disconto-Gesellschaft, später folgte das Reformhaus Rheingans. Nach dem Krieg war die Diskontoschenke dort zu finden, deren Eingang damals, anders als heute, noch an der Bahnhofstraße lag. Im ersten Obergeschoss waren ab 1948 die Tanzcafés Piroschka, Chesa Nova und schließlich bis 1975 Sans Souci zu finden. Anschließend eröffnete 1976 Sami Zougari, der zuvor den Scotch Club an der Ecke Rotenbergstraße / Blumenstraße geführt hatte, hier die Diskothek Club Number One, die mit nachfolgenden Betreibern und wechselnden Konzepten bis heute existiert, seit 2016 unter dem Namen Apartment. 1983 kam die Stadtapotheke ins Erdgeschoss, in den oberen Etagen sind Anwaltskanzleien und Arztpraxen zu finden.
Namentlich erinnern auch die Unterführung Diskontopassage und das Diskontohochhaus (Bahnhofstraße 31) an die ehemalige Bankfiliale.